# Bezúčelná procházka
Bezúčelná procházka je krátký československý němý dokumentární film z roku 1930, autorské debutové dílo tehdy 23letého průkopníka filmové avantgardy Alexandra Hackenschmieda. Bývá označován za první programově avantgardní film českého modernismu a zároveň za jeden z nejlepších českých dokumentárních snímků meziválečné kinematografie. V délce asi 8 minut představuje filmařskou studii všedního, zdánlivě bezvýznamného příběhu – cesty tramvají na periferii v pražské Libni. 
Hackenschmied se při tvorbě filmu patrně nechal inspirovat snímkem Muž s kinoaparátem ruského tvůrce Dzigy Vertova. Točil převážně z ruky, s vypůjčenou kamerou a zbytkovým filmovým materiálem. Zároveň při jeho natáčení pořídil i celý cyklus fotografií. Muže ve snímku ztvárnil tvůrcův přítel Bedřich Votýpka. Autorem hudby k filmu byl Joachim Bärentz.
Hotový film Hackenschmied uvedl na třítýdenní přehlídce avantgardního filmu v kině Kotva, kterou pořádal.
Film byl natočen na kameru Zeiss Ikon Kinamo.